# Goidhoo-Atoll
Das Goidhoo-Atoll (auch Goidu, Dhivehi ގޮއިދޫ) ist ein kleines natürliches Atoll der Malediven im Verwaltungsdistrikt Baa. Es wird auch als Goifulhafehendhu-Atoll und Horsburgh-Atoll (nach dem britischen Kartographen James Horsburgh) bezeichnet.
Goidhoo ist Teil der westlichen Atollkette der Malediven und liegt im Nordwesten des Landes etwa 13 km südlich des Süd-Maalhosmadulu-Atolls, von wo aus es verwaltet wird. Die Entfernung zur Hauptstadt Malé beträgt ungefähr 100 km.
Die Atoll besitzt eine Gesamtfläche (einschließlich der Lagune) von 105 km², während die Landfläche der Inseln zusammengenommen nur 1,7 km² beträgt, und eine Bevölkerung von 811, die sich auf drei bewohnte Inseln verteilt: die Hauptinsel Goidhoo mit 503, Fehendhoo mit 114 und Fulhadhoo mit 194 Einwohnern (Zensus 2006).
Das Atoll hat in etwa die Form einer waagerechten, im Süden geöffneten Ellipse, wobei die drei bewohnten Inseln im Nordosten liegen. Eine weitere, unbewohnte Insel ist Innafushi, daneben gibt es noch eine Reihe von Sandbänken bzw. aus dem Wasser ragende Korallenriffe wie Fareedhaafinolhu, Fehenfushi (Dhashufaruhuraa), Fulhadhoorah kairi finonolhu (Rahkairifinolhu) und Maafushi (Mathifaruhuraa).